# Karla Álvarez
Karla Mercedes Álvarez Báez (Cidade do México, 15 de outubro de 1972 — Cidade do México, 15 de novembro de 2013) foi uma atriz mexicana. Começou sua carreira como atriz aos 20 anos, co-protagonizando a bem-sucedida telenovela María Mercedes, ao lado de Thalía, em 1992.

## Biografia
Karla Álvarez era bailarina profissional graduada pela Escola Nacional de Dança Contemporânea e Clássica (INBA) e ingressou a partir das fileiras do Centro de Artes Educação (CEA) da Televisa. Ela se caracterizou pela força das suas personagens, principalmente antagônicas, que realizou juntamente ao lado das atrizes Kate del Castillo, Laura León, Elsa Aguirre, Chantal Andere e Gabriela Spanic, entre outras. .
Karla participou de programas como o Mujer, Casos de la Vida Real, produzido por Silvia Pinal, embora tenha entrado na condução diária do programa El club e na entrega dos prêmios "Eres". 
Sua longa lista de telenovelas e séries incluem: Buscando Paraíso, Agujetas de color de rosa, Prisionera de amor, Acapulco, cuerpo y alma, Mi querida Isabel, La Mentira, Cuento de Navidad, Alma rebelde, Mujeres engañadas, La Intrusa e ¡Vivan los niños!. 
Em 2002, Karla levou o terceiro crédito da peça La Casa de los Líos, tendo trabalhado nas peças La Cenicienta e Engáñame si puedes.
Foi casada com o também ator Alexis Ayala. Eles se divorciaram há alguns anos. 
Em 2003, Karla participou do reality show Big Brother VIP, onde permaneceu pouco mais de 50 dias, após protagonizar um romance com o George 'El Burro' Van Rankin.
Inocente de ti, é um passo na vida artística desta atriz, que interpreta 'Aurora', uma psicóloga com um forte caráter, que vai ter grandes expectativas. 
Em 2006 ela retornou às telenovelas com a personagem Florencia San Llorente, ao lado da atriz Jacqueline Bracamontes na telenovela Heridas de Amor. 
Em 2008 integra a telenovela Las Tontas no van al cielo para dar vida a vilã principal "Paulina", sob a produção de Rosy Ocampo. No ano de 2009, Karla atua na telenovela Camaleones com a personagem Ágatha.

## Morte
Karla faleceu em 2013 na Cidade do México. No dia 18 de novembro o site Guardian Express noticiou que a atriz teve uma parada cardiorrespiratória que teria sido causada por complicações de um quadro de anorexia e bulimia. Ainda de acordo com o site, pessoas próximas a atriz confirmaram que ela estava em tratamento contra esses distúrbios alimentares há vários anos. Muitos colegas de profissão, como Thalía, Laura Zapata, Chantal Andere, Jacqueline Bracamontes, Fabiola Campomanes, Kate del Castillo e Sabine Moussier lamentaram a morte da atriz pelo Twitter.

## Trabalhos
| Ano       | Título                     | Papel                                      |
| --------- | -------------------------- | ------------------------------------------ |
| 2012–2013 | Qué bonito amor            | Irasema Avelar                             |
| 2009–2010 | Camaleones                 | Ágatha Menéndez                            |
| 2008–2009 | Un gancho al corazón       | Regina Bustillo                            |
| 2008      | Las tontas no van al cielo | Paulina "Pauli" Cervantes de Lopes-Carmona |
| 2006      | Heridas de amor            | Florencia San Llorente de Aragón           |
| 2004–2005 | Inocente de ti             | Aurora                                     |
| 2002–2003 | ¡Vivan los niños!          | Jacinta                                    |
| 2001      | La intrusa                 | Violeta Junquera Brito                     |
| 2000      | Amigos x siempre           | Ela mesma                                  |
| 1999–2000 | Cuento de Navidad          | Miriam                                     |
| 1999–2000 | Mujeres engañadas          | Sonia Arteaga                              |
| 1999      | Alma rebelde               | Rita Álvarez                               |
| 1998      | La mentira                 | Virginia Fernández-Negrete                 |
| 1996      | Mi querida Isabel          | Isabel Rivas                               |
| 1995      | Acapulco, cuerpo y alma    | Julia García                               |
| 1994–1995 | Agujetas de color de rosa  | Isabel                                     |
| 1994      | Prisionera de amor         | Karina Monasterios                         |
| 1993      | Buscando el paraíso        | Andrea                                     |
| 1992      | María Mercedes             | Rosario Muñoz                              |

### Televisão
- Incógnito (2007) .... Ela mesma (Último sketch de Jaime Duende)
- Día de perros (2004) .... Ela mesma
- Big Brother VIP (2003) TV series .... Nona eliminada
- Mujer, casos de la vida real (Três episódios, 1996-1997)

### Cinema
- A Santa Morte (Filme) (2007) .... Rubí

### Teatro
- Engáñame si puedes (1994)
- La Casa de los Líos (2002)

## Premios e nominacões

### Premios TVyNovelas
| Ano  | Categoria                 | Telenovela           | Resultado |
| ---- | ------------------------- | -------------------- | --------- |
| 2007 | Melhor Atriz Coadjuvante  | Feridas de Amor      | Nomeada   |
| 1999 | Melhor Atriz Antagonista  | A Mentira            | Nomeada   |
| 1998 | Melhor Revelação Feminina | Minha Querida Isabel | Nomeada   |
| 1995 | Melhor Atriz Juvenil      | Prisioneira de Amor  | Nomeada   |